# Acharra Stone

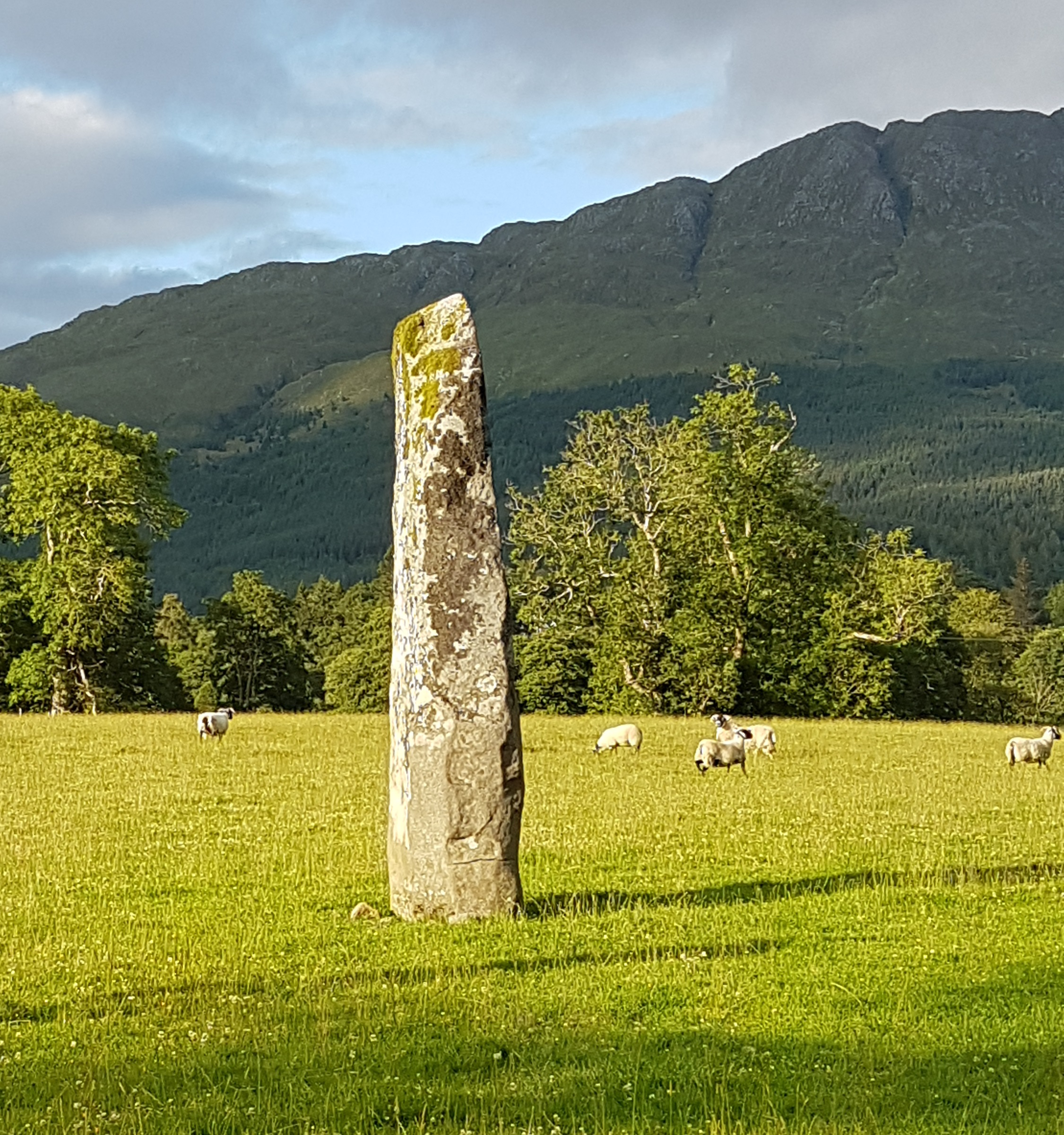
Acharra Stone

Der Acharra Stone (auch Achara Stone) ist ein Menhir (englisch Standing Stone) in einem Feld nahe der A828 und dem Loch Linnhe, bei Appin in Argyll and Bute in Schottland.
Der Stein ist 3,7 m hoch und an der Basis 1,1 × 0,6 m breit. Er verjüngt sich zur Spitze hin auf etwa 0,4 Meter. Die Längsachse ist Nordost-Südwest orientiert. Er hat seinen Namen von der 180 m südwestlich gelegenen ehemaligen Gemeinde Achara.